# Джийн Майер
Джийн Майер (на английски: Gene Mayer) е американски тенисист.  

## Биография
Джийн Майер е роден на 11 май 1956 г. в Флашинг, Куинс, Ню Йорк, САЩ. Израства в Уейн, Ню Джърси и играе тенис в гимназията Уейн Вали, където остава непобеден през двете години в тенис отбора. Той играе с две ръце и форхенд, и бекхенд.

## Кариера
Джийн Майер достига до световен номер 4 в ATP тур, на 6 октомври 1980 г. Печели 14 турнира на сингъл и 15 турнира на двойки.
По-големият брат на Джийн, Санди Майер също е тенисист от професионалния тур. Дватата братя се срещат на финала на Стокхолм Оупън през 1981 г. Двамата печелят 5 турнира на двойки заедно, включително Откритото първенство на Франция през 1979 г.
През 2005 г. той е въведен в Спортната зала на славата на окръг Насау.